# Petar Georgiev
Petar Georgiev (em búlgaro:  Петър Георгиев, 21 de julho de 1929 — data de morte desconhecido) foi um ciclista olímpico búlgaro. Representou sua nação em dois eventos nos Jogos Olímpicos de Verão de 1952.